# Type 2 (mitragliatrice aeronautica)
La Type 2 è stata una mitragliatrice pesante aeronautica, utilizzata dalla Dai-Nippon Teikoku Kaigun Kōkū Hombu, l'aviazione della Marina imperiale giapponese nel corso della seconda guerra mondiale. Si trattava di una copia su licenza della MG 131 tedesca, camerata per la cartuccia 13 × 64 mm B che fu mantenuta dalle forze armate nipponiche.
La mitragliatrice fu accettata in servizio nel 1942 e fu denominata "Type 2" dall'ultimo numero del corrispondente anno sul calendario imperiale, ovvero il 2602. L'unica modifica rilevante apportata dai giapponesi al progetto tedesco fu l'eliminazione del congegno di sparo elettrico e il ritorno a quello più convenzionale a percussione, ritenuto più idoneo per i climi tropicali dei teatri di guerra del Pacifico e dell'Asia. Il ciclo di sparo si basava sulla sottrazione di gas e garantiva un rateo di fuoco di 900 colpi al minuto, con velocità iniziale di 750 m/s e una gittata utile di 900 metri; erano disponibili cartucce con proiettili ad alto esplosivo oppure perforanti, questi ultimi del peso di 38,5 grammi. La Type 2 pesava 17 chili in assetto di combattimento.

## Velivoli armati
Giappone
- Aichi B7A
- Mitsubishi G4M
- Nakajima B6N
- Yokosuka P1Y